# M63 (天体)
座標:  13h 15m 49.329s, +42° 01′ 45.44″
M63 (NGC 5055) はりょうけん座にある渦巻銀河。ひまわり銀河という通称で知られる。

## 概要
天の川銀河とほぼ同じ10万光年の直径を持つとみられる。M51やM101と同じM51銀河群に属している。1850年にロス卿が渦巻構造を発見した14の銀河に含まれるなど、早くからその渦巻構造が知られた銀河の一つである。
双眼鏡で十分恒星と見分けられる明るい銀河の一つである。口径5cmの望遠鏡で星雲らしくなる。中心部に輝く星が見える。口径10cmで中心がよく輝いて、淡い楕円形の光にとりかこまれていることが分かる。条件さえ良ければ星雲の一端がとがっているのも見える。口径20cmの望遠鏡では中心部を取り巻く光芒が次第に見えてくる。口径が大きくなるに従って、中心部をとりまく腕が明瞭になってくる。銀河の端に見える8等星は、M63とは無関係である。
1971年5月25日に超新星SN 1971Iが発見された。

## 観測史
1779年6月14日にメシャンが発見した。シャルル・メシエは「メシャンの発見した星雲である。微かでM59と同じくらい。星を含まない。測微尺の僅かな照明で消える。近くの8等星が星雲に先行する」とした。ウィリアム・ハーシェルは「非常に明るく、NpからSf方向に広がる。よく輝く核がある」とした。

## 名称
通称の「ひまわり銀河」は、銀河の形状がヒマワリの花に似ていることから付けられた。英語でも同じくSunflower Galaxyという通称で呼ばれる。

## 画像

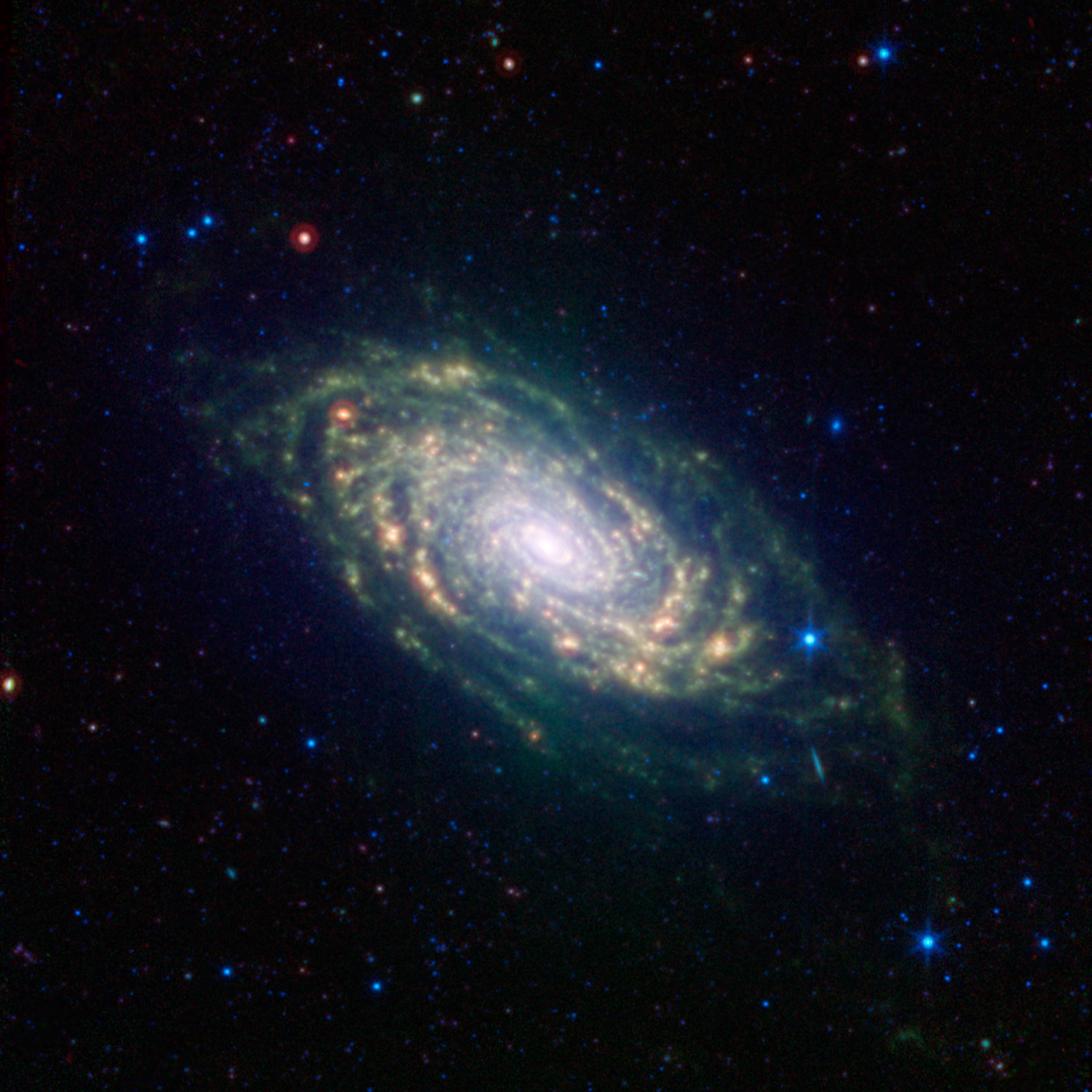
スピッツァー宇宙望遠鏡の画像
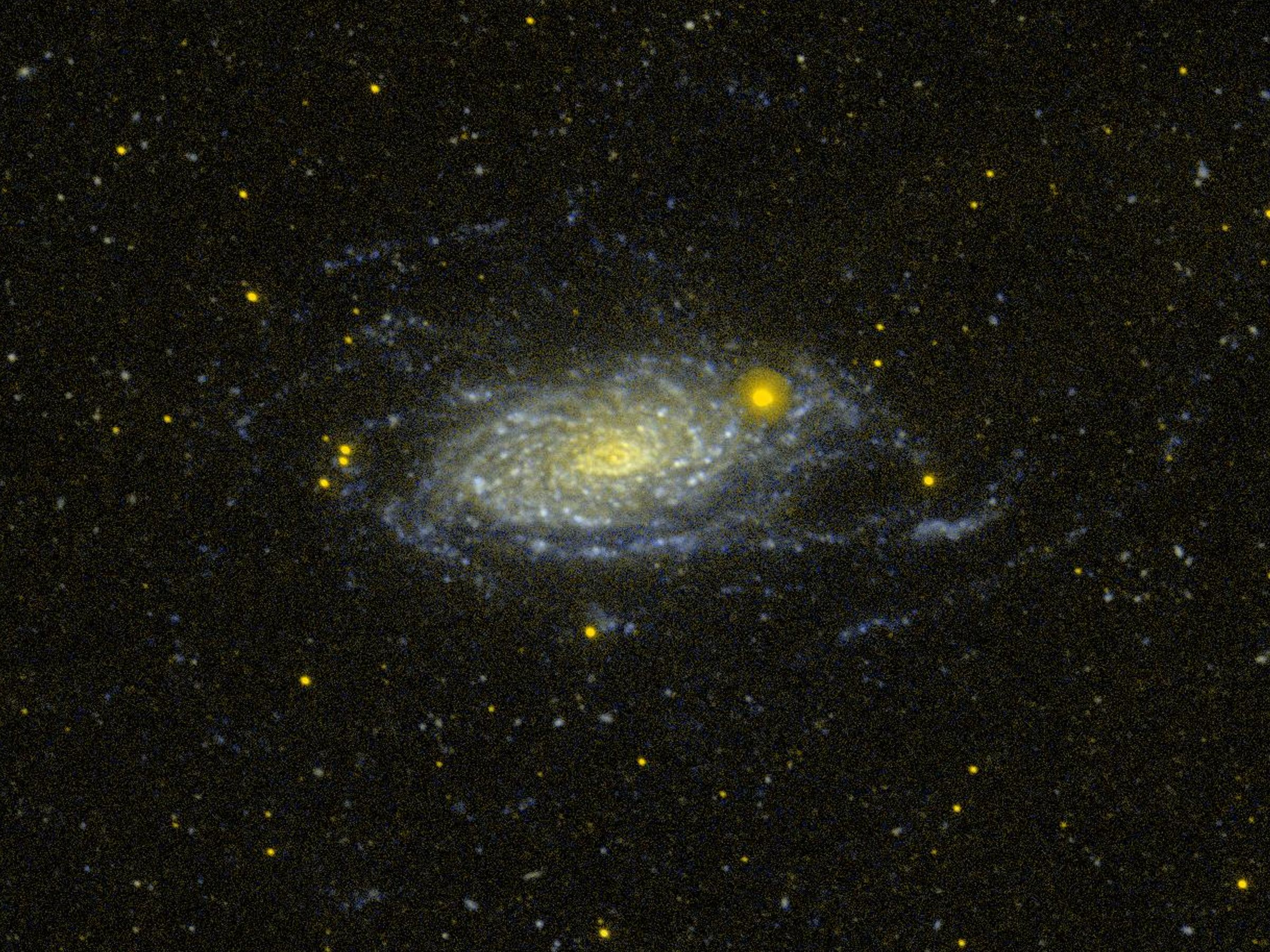
GALEX (人工衛星)撮影